# 循環史觀
循環史觀認為世界的狀態是系統性而不斷循環的，如同四季不斷更迭
古代希臘人相信，世界上所有的文化都反覆經歷著盛與衰的歷程，如同花開花落一樣，人類社會的變化是簡單的重複循環過程的歷史理論。
柏拉圖在他的著作理想國中，描述了一種政體盛衰的理論。
亞里士多德在政治學 (亞里斯多德)(第三卷)(第五卷),亞里斯多德分析了三種良善政體及其腐化的對應形式，並探討了政體轉變的原因，認為統治者的道德敗壞是主要因素。
為政體變遷提供了倫理學和社會學的解釋，豐富了循環史觀的內涵
波利比烏斯在他的著作《歷史》中，詳細闡述了政體循環論。

1. ↑  Aristotle. . 由Sinclair, T. A.翻译. Revised and re-presented by Trevor J. Saunders. Penguin Classics. 1981. Books III, V. ISBN 978-0-14-044421-6.
2. ↑  Aristotle. . 由Sinclair, T. A.翻译. Revised and re-presented by Trevor J. Saunders. Penguin Classics. 1981. Books III, V. ISBN 978-0-14-044421-6.
3. ↑  Polybius. . 由Scott-Kilvert, Ian翻译. Penguin Classics. 1979. Book VI. ISBN 978-0-14-044362-2.